# 크레이터 (만화)
《크레이터》는 태발(김태현)작가가 네이버웹툰에서 월요일마다 연재하고 있는 웹툰이다.

## 등장인물
- 무상

투견. 베이비시터에 팔려간 뒤 투견으로 성장했다. 팔린 뒤에는 바람이라는 이름으로 불린다.
- 미첼

토우그룹 회장의 손녀. 투견들을 지극히 아끼고 있으며 특히 무상을 자신이 성인이 되면 할아버지한테 달라고 할 정도로 크게 아끼고 있다.
- 한

투견조련사. 뼛속까지 냉정하며 투견들을 가혹하게 훈련시키기로 악명높다.
- 자이언트 투견

투견 중 케이퍼블 주사의 이상반응에 의해서 만들어지는 돌연변이 투견. 일반 투견보다 체격도 훨씬 크고 전투력도 훨씬 높은 대신 개체수가 극단적으로 적으며 유지비용 역시 천문학적인 액수가 들어간다. 때문에 자이언트 투견 대회는 개최되지 않으며 어지간한 기업에서는 자이언트 투견을 도살 처리하지만 토우그룹에서만은 자이언트 투견을 일반 투견 훈련용으로 사용하고 있다.
- 모크리

투견의 실전훈련용으로 개발된 생명체. 성격이 흉폭하며 오직 공격성밖에 없어서 사육하기 엄청나게 어려운 생명체이다. 등급별로 S, A, B, C등급이 있으며 등급이 비쌀수록 가격도 높다. 어떻게 만들어지는지는 알려진 바가 없다.

## 줄거리
베이비 시터에서는 아기를 구입해서 각 기업 산하에 소속되어 있는 투견센터에 판매하고 있다. 이곳에 팔려가서 각 기업에서 키워지는 싸움기계들을 통칭 '투견'이라 부르며 각각의 투견들은 자신의 소속기업을 위해 목숨을 걸고 싸우고 있다. 투견으로서 대회에 참가하기 위해서는 엄청나게 혹독한 훈련과정과 케이퍼블 주사를 주입시키는 개조과정을 거치는데 이 과정에서 죽는 투견들도 상당히 많다. 특히 케이퍼블 주사를 못견디는 투견은 불에 타 죽으며 케이퍼블 주사를 견뎌낸 투견은 각각 자신의 유전자에 맞는 전투능력이 생기게 된다.
투견대회에서 승리한 기업은 주가가 크게 상승하며 상금 이외에도 각종 스폰서와 부상이 따르기 때문에 대기업 회장들은 목숨걸고 투견을 키우고 있다.